# Yana Toboso
Yana Toboso, 枢 やな, Toboso Yana (24 gennaio 1984), è una fumettista giapponese.
È anche l'autrice di manga yaoi con lo pseudonimo di Rock Yanao (簗緒ろく?, Yanao Roku).
Attualmente risiede a Yokohama. 

## Opere
- Rust Blaster, manga del 2006 di sei capitoli pubblicati dalla Square Enix in un unico volume. Racconta la storia di un essere umano e un vampiro che frequentano la Millennium Academy, una scuola per i vampiri e gli umani. Qui gli esseri umani sono protetti e qualsiasi attacco su questi ultimi, avrà come pena una punizione. Al, un vampiro che è il figlio del preside, si confronta con il padre di un ragazzo umano, che deve proteggere. L'umano afferma che egli sa quando la fine del mondo si verificherà. Successivamente, due lune si formano nel cielo, a significare la fine del mondo. Ora la coppia, insieme ad alcuni alleati, deve lavorare per proteggere il mondo in cui convivono le loro razze.
- Black Butler, manga che viene pubblicato dal 2006 sulla rivista Monthly GFantasy di Square Enix. La serie segue Sebastian Michaelis, un demone che ha fatto un contratto con Ciel Phantomhive, che lui chiama "padroncino"; infatti Sebastian è il suo maggiordomo demoniaco. Un adattamento anime è stato trasmesso in televisione da ottobre 2008 a settembre 2010[1][2].
- Disney: Twisted-Wonderland, gioco mobile prodotto da Disney Japan in collaborazione con Aniplex. Il gioco è incentrato su protagonisti/eroi ispirati su alcuni storici Cattivi Disney, la storia è ambientata a Night Raven College, una prestigiosa accademia di maghi. La sceneggiatura, il concept e i character design sono stati fatti da Yana Toboso[3].